# Савина, Валентина Сергеевна
Валенти́на Серге́евна Са́вина (род. 1943) — советская трековая велогонщица, выступала за сборную СССР на всём протяжении 1960-х годов. Трёхкратная чемпионка мира в индивидуальном спринте, многократная чемпионка всесоюзных первенств в различных спринтерских и темповых дисциплинах. На соревнованиях представляла спортивное общество «Труд», заслуженный мастер спорта СССР.

## Биография
Валентина Савина родилась в 1943 году. Активно заниматься трековым велоспортом начала в раннем детстве и впоследствии оставалась действующей спортсменкой в течение шестнадцати лет. Состояла в тульском добровольном спортивном обществе «Труд».
Первого серьёзного успеха добилась в 1961 году, года стала чемпионкой СССР сразу в четырёх дисциплинах: спринте, командной гонке преследования, групповой гонке и гите на 500 метров. Год спустя вновь выиграла всесоюзное первенство в зачёте индивидуального спринта, после чего удостоилась права защищать честь страны на чемпионате мира в Милане, где тоже была лучшей. Ещё через год завоевала титул чемпионки Советского Союза в командном преследовании, однако звание чемпионки мира защитить не смогла, на мировом первенстве в бельгийском Рокуре проиграла Галине Ермолаевой и Ирине Кириченко — вынуждена была довольствоваться бронзовой медалью.
В 1965 году Савина вновь одержала победу в спринте на чемпионате СССР, прошла основной состав национальной сборной и побывала на чемпионате мира в испанском Сан-Себастьяне, откуда привезла награду золотого достоинства, одолев всех своих соперниц. В следующем сезоне пыталась защитить мировой титул на соревнованиях во Франкфурте, тем не менее, на сей раз показала второй результат, пропустив вперёд Ирину Кириченко. На чемпионате мира 1967 года в Амстердаме она всё же вернула себе чемпионское звание, победив и Кириченко, и Ермолаеву. Последний раз выступала на серьёзном международном уровне в сезоне 1970 года, когда на чемпионате мира в британском Лестере взяла в индивидуальном спринте бронзу — лучше выступили Галина Царёва и Галина Ермолаева, занявшие первое и второе места соответственно.
За выдающиеся спортивные достижения Валентина Савина удостоена почётного звания «Заслуженный мастер спорта СССР», награждена орденом Трудового Красного Знамени. После завершения спортивной карьеры работала строительным инженером.